# Aleksandr Samiedow
Aleksandr Siergiejewicz Samiedow (ros. Александр Сергеевич Самедов, ur. 19 lipca 1984 w Moskwie) – piłkarz rosyjski grający na pozycji prawego pomocnika w rosyjskim klubie Krylja Sowietow Samara.

## Kariera klubowa
Samiedow urodził się w Moskwie. Jest wychowankiem Spartaka Moskwa. Uczęszczał do piłkarskiej akademii tego klubu, a następnie występował w drużynach młodzieżowych. W 2002 zadebiutował w rozgrywkach Premier Ligi, ale był to jego jedyny mecz w sezonie, w którym Spartak zajął 3. miejsce. W 2003 i 2004 zespół zajmował miejsca w środku tabeli, przy czym Samiedow w pierwszym składzie występował tylko w tym drugim przypadku. Był ulubieńcem trenera Nevio Scali, ale po przyjściu Aleksandrsa Starkovsa w 2005 stracił miejsce w składzie i w trakcie sezonu postanowił odejść z zespołu. Otrzymał ofertę z Lokomotiwu Moskwa i latem za 2,3 miliona euro przeszedł do tego klubu. Już w 2005 zajął z Lokomotiwem 3. miejsce w Premier Lidze, a w 2006 powtórzył to osiągnięcie, jednak na skutek konkurencji w składzie w Lokomotiwie jest rezerwowym. Od sezonu 2008 występuje w FK Moskwa. Podczas zimowego okienka transferowego w 2010 za kwotę 4,5 mln € przeszedł do drużyny Dinama Moskwa. W 2012 wrócił do Lokomotiwu. W latach 2017–2019 występował w Spartaku Moskwa.
13 stycznia 2019 podpisał półroczny kontrakt z Krylja Sowietow Samara.

## Kariera reprezentacyjna
W latach 2004-2005 Samiedow występował w młodzieżowej reprezentacji Rosji U-21. Jako że jego rodzice pochodzą z Azerbejdżanu, zgłosił akces do tamtejszej reprezentacji, jednak UEFA nie zezwoliła na ten krok.